# Banjar Rejo (Batanghari)
Banjar Rejo is een bestuurslaag in het regentschap Lampung Timur van de provincie Lampung, Indonesië. Banjar Rejo telt 9215 inwoners (volkstelling 2010).